# USS Hamilton (FFG-66)
USS Hamilton (FFG-66) será una de las fragatas de la clase Constellation de la Armada de los Estados Unidos. Llevará el nombre de Alexander Hamilton, Secretario del Tesoro durante el gobierno de George Washington. Será construido por Marinette Marine, una subsidiaria de Fincantieri, y se espera que esté terminado en 2030. Su nombre fue anunciado el 23 de mayo de 2024 por el Secretario de Marina, Carlos del Toro, durante la Semana de la Flota de la ciudad de Nueva York cuando anunció el pedido de ambos. FFG-66 y FFG-67.